# リエナクト

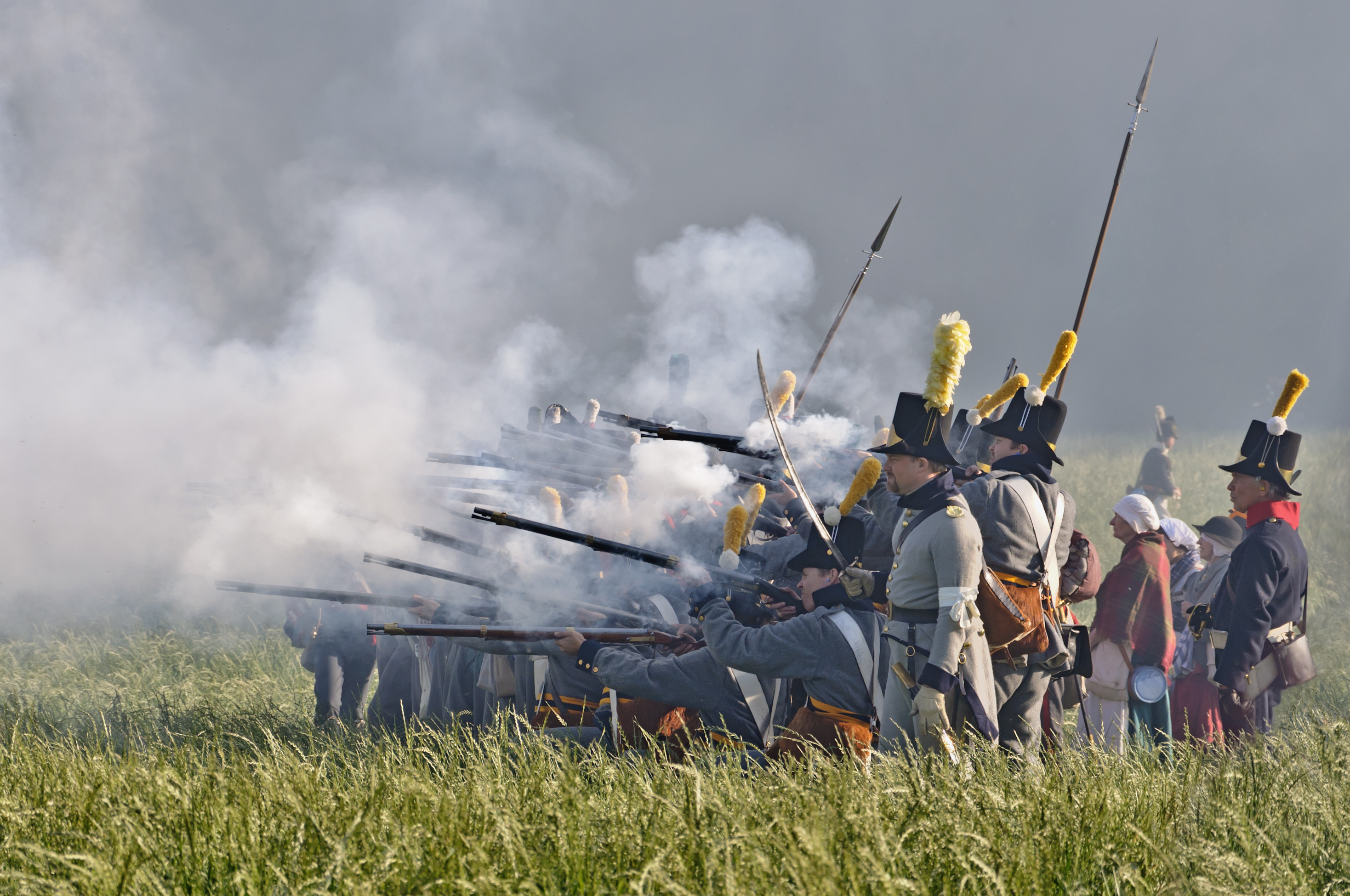
ワーテルローの戦いの再現において、軍服を着てマスケット銃を射撃するリエナクター。(2011)

リエナクト(reenact)とは、Re-enactと言う造語であり、歴史の再現（または再演）を示す。ヒストリカル・リエナクトメント(Historical reenactment)、リエナクトメント(Reenactment)とも呼ばれる。
教育、歴史の研究及び兵士達への顕彰、また娯楽の面を持ち、参加者の多くはアマチュアエキストラで、必要な被服や装備、また銃器等は自分達で購入または自作、改造する等して用意している。
歴史の再現は特に軍事組織に重点がおかれ、世界では古代から近代まで様々な時代の歴史再現が行われているが、特に欧州におけるナポレオン戦争、アメリカ合衆国における南北戦争の再現イベントは盛んで、数千人の参加者が参加している。
日本国内では第二次世界大戦及びベトナム戦争における戦闘の再現が盛んである他、各地の戦国時代の武者行列を再現した祭り等もリエナクトメントの一環と言えるであろう。

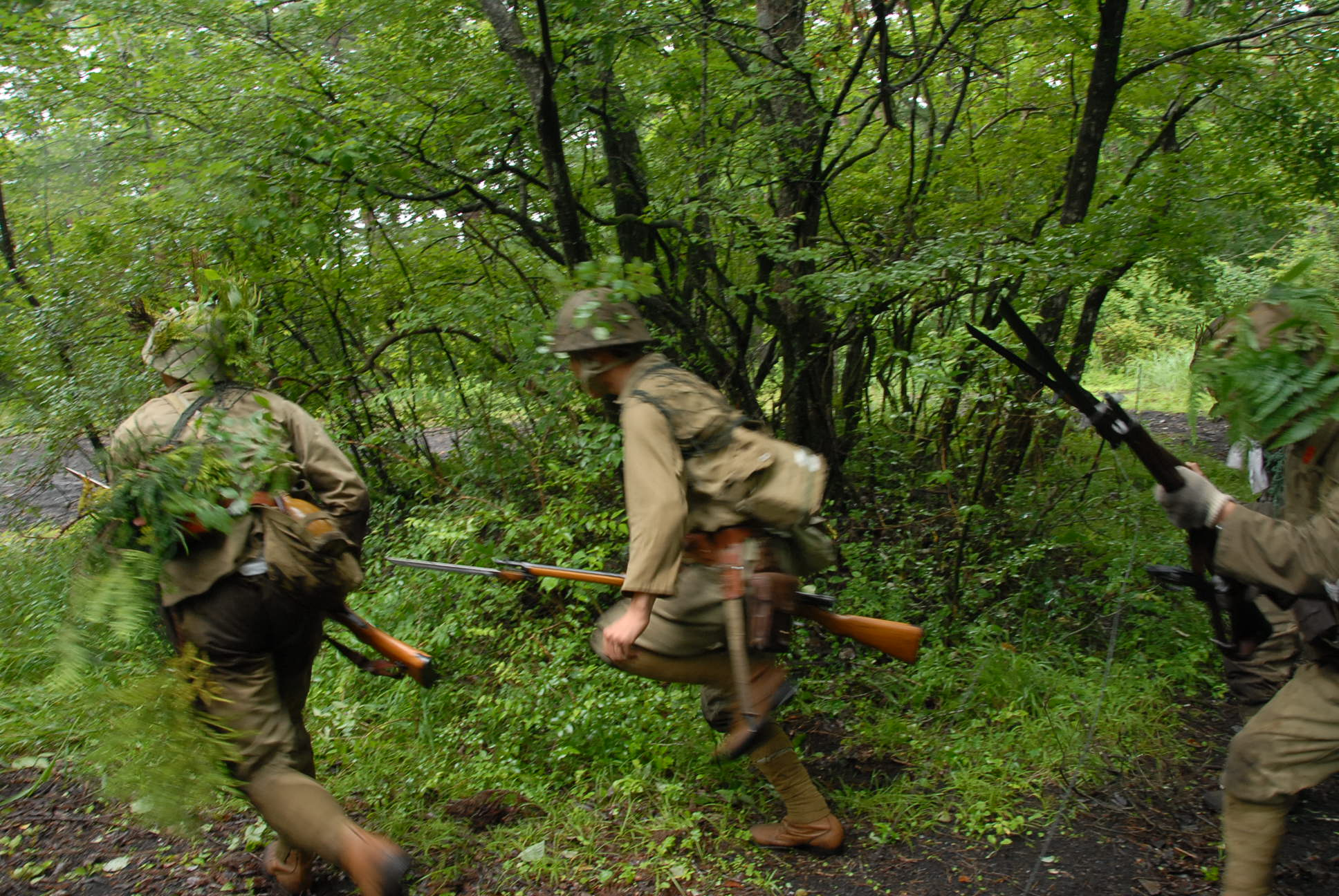
日本国内のリエナクトメントにおける、日本陸軍リエナクターの突撃

また、このリエナクトへの参加者を「リエナクター(Renactor)」と呼ぶ。

## 歴史

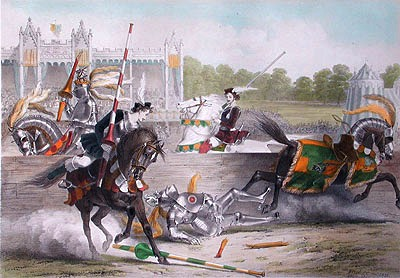
トーナメントの主と赤いバラの騎士の間の馬上槍試合、1839年のエグリントントーナメントリトグラフ

リエナクトと関連する活動は長い歴史を持っており、古くはローマ時代に彼らの帝国を築いた戦いを再現し、コロセウムのショーとして行われた。
17世紀にはイギリス、ロンドンでイスラム諸国との戦闘の再現が人気を博し、19世紀には中世の戦いを再現する演劇やトーナメント試合が観客を引き付け、定着していく。
現在、もっともリエナクトメントが盛んな国の一つ、アメリカ合衆国では1960年頃から南北戦争100周年を記念した戦場再現が行われるようになり、1980年代には参加リエナクターが6000人を超えたと言われる。
その後も南北戦争の再現は人気で、今日では全国で毎年100回以上の南北戦争の再現が行われている。
日本では1895年に始まった、京都で行われる時代祭も歴史再現、すなわちリエナクトメントと言える。
起源は定かではないが、各地方で行われる戦国や平安時代を模した行列、祭りもリエナクトの一環である。
日本でのリエナクトメントと言う言葉が導入されたのは1990年代後半で、当時行われだしたベトナム戦争を模したイベントにおいて使用されるようになった。

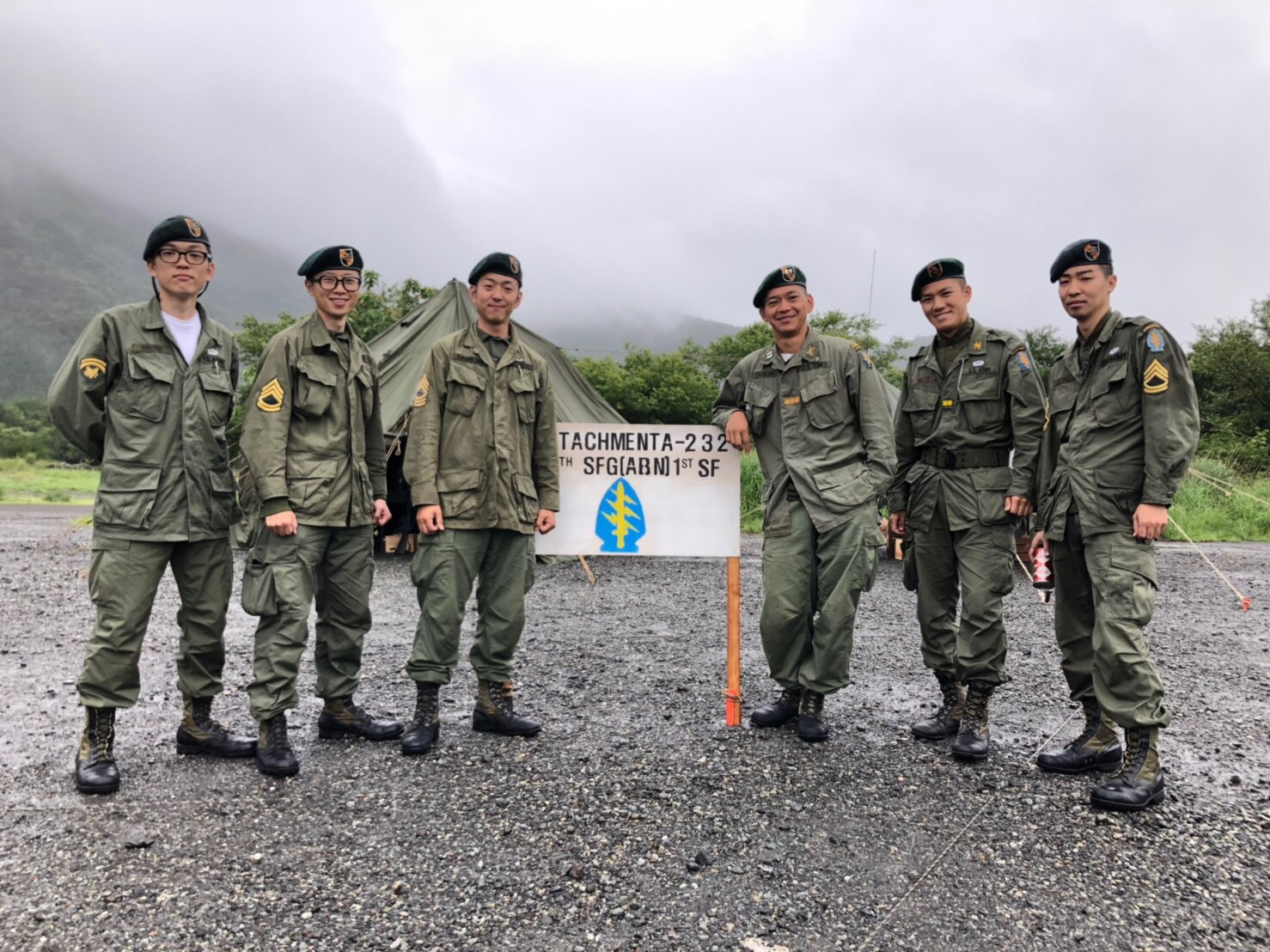
日本最大のベトナム戦争イベント「アホカリプス」におけるアメリカ陸軍特殊部隊の再現グループ

その後、第二次世界大戦の被服、装備の愛好家が各地でリエナクトを冠したイベントを開催するようになり、今日に至っている。
2000年代に入ると、それまで当時の姿を模していればリエナクト、と考えて来た主流派から、可能な限り当時の生活、行動を細部に至るまで再現しようというプログレッシブ派が生まれ出している。
プログレッシブ派の活動は、それまで個人の趣味の延長であったリエナクトを退役軍人会や自治体等とも関係を持つ社会的な活動へつなげている。

## リエナクター 再現者
リエナクター(Rennactor)はリエナクトメントに参加する者、または個人でリエナクトを行う者の総称である。
多くは各時代、各陣営、組織の特に軍人を再現する事が多いが、本来は過ぎた時代を再現する全ての者を総称すべき呼名である。
リエナクターには様々な形態があり、それはしばしば議論の種にもなる。
リエナクターの再現には一定の決まりが無く、本人または他者がリエナクターだと思えばその通りになると言う風潮が原因となっている。

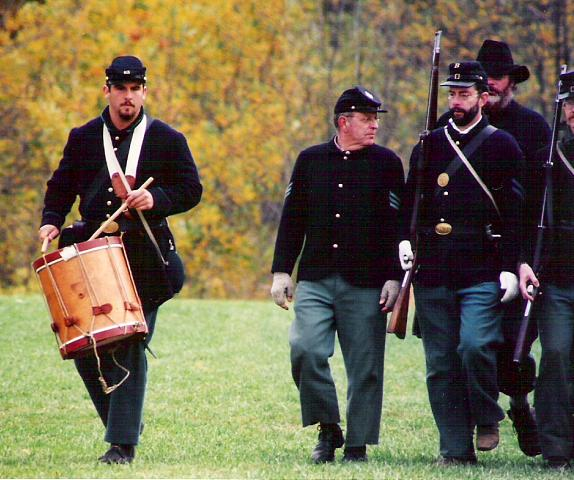
アメリカ合衆国で人気の北軍に扮するリエナクター

これは世界的にもしばしば問題になっている。

### リエナクターのカテゴリー
リエナクターはその再現に関する信憑性のレベルに基づいて、いくつかの広く定義されたカテゴリに分類（または自己分割）される  （これらの定義と分類は、主に米国のものである。他の国ではスラング、定義の用語が異なる）。

#### Farbs ファーブス
「Farb」や「ポリエステルソルジャー」 と呼ばれる分類がある。
これは再現にあたって必要な被服、装備また身の回り品などに費やす研究と資金を比較的少なくして臨むリエナクターを指している。
具体的には材質や色、またはデザインがまったく異なる衣類、靴、装備を用いたり、時代に合わない身の回り品（眼鏡、タバコ、飲料容器等）を使用する者を指している。
「Farb」（および派生形容詞「farby」）という単語の由来は不明だが、諸説がある。
*「"Far be it from authentic"＝本物から遠い」
*「"Far Be it for me to question/criticise"＝私は質問もする事が出来ない」
*「"Fast And Researchless Buying"＝拙速で研究の無い購入」
*「"Forget About Research, Baby"＝研究。何それ?」

#### Mainstream 主流
主流となる多くのリエナクターは、本物の兵士のように見える努力をしているが、目立つ部分以外ではそれを維持しない事がある。
具体的には以下のような特徴がみられる。
- 外から見える被服や装備はきちんと揃えるが、下着や見えない部分に現代品を使用したりしている。
- 通常の食事では比較的再現されたものを食べるが、合間に現代の物を食べたり飲んだりしている。
- 昼間はきちんとした兵士のように振る舞いるが、夜間は普通のキャンプのように現代の寝床、酒、電灯で楽しむ。

日本国内においては、この主流派はサバイバルゲームを楽しむ者が多く、リエナクトとサバイバルゲームの境界が明確では無い。

#### Progressive プログレッシブ

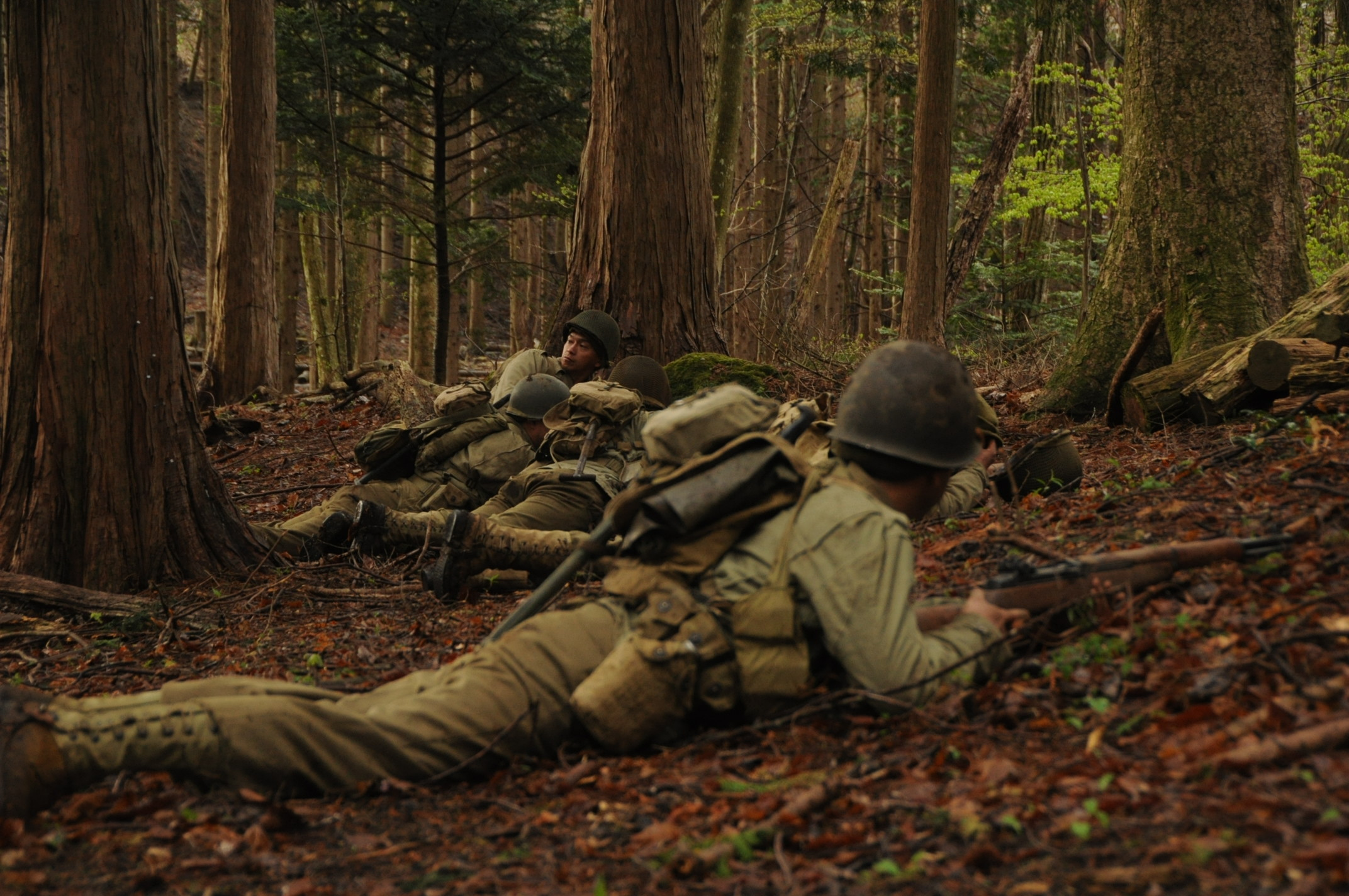
日本におけるWW2アメリカ陸軍第100歩兵大隊の戦闘再現。

ファーブの反対に位置する極端な例で「ハードコアの本物」または「プログレッシブ＝発展的」と呼ばれる分類である。
「筋金入り」と形容される事もあるプログレッシブは、可能な限りの再現性を求め、必要な被服や装備に拘ると同時にその生活様式を再現している。
兵士の生活は決して楽では無い。暑さ寒さ、雨、雪その他あらゆる気候と気象の元で当時の被服、装備のみを使用しての生活が求められる。
また食事も再現した物に限定され、それは現代人を満足させるには不十分な味と量となる。
この「没入型」の再現状況を体験する事が、プログレッシブの目的であるともいえる。
しかし、プログレッシブには問題がある。
それは、他の主流派やファーブを受け入れがたい点である。
これはしばしば国内のイベントにおいて問題となるが、アメリカ合衆国や欧州でも同様である。

## 形式

### 生活再現展示 リビングヒストリー

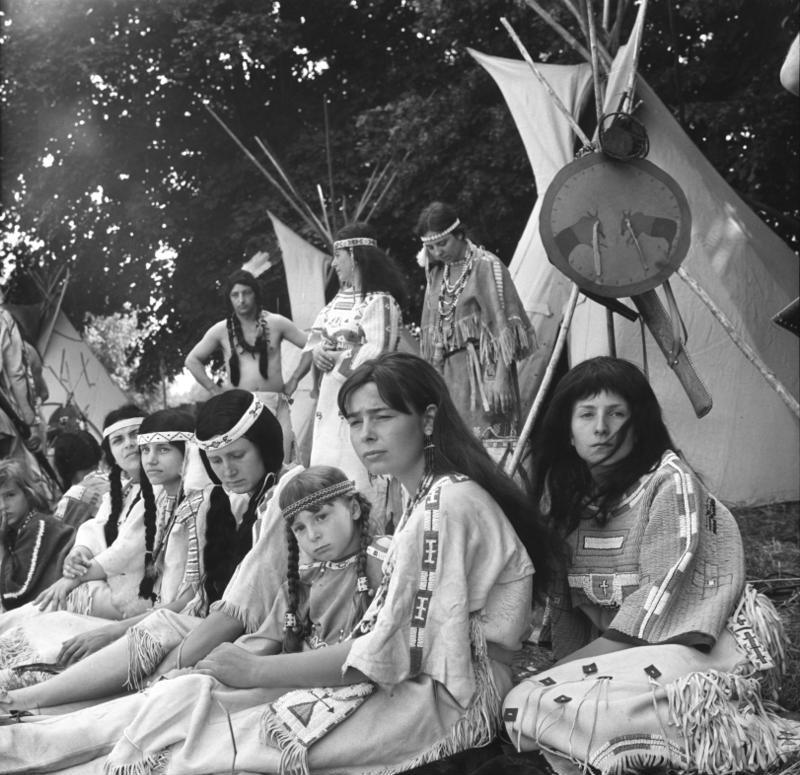
ネイティブアメリカンの生活再現、共産主義の東ドイツで非常に人気があった。

'living history'「生きた歴史」という用語は、2010年頃から盛んに使われるようになった。
多くは連続した状況や戦闘の再現ではなく、その生活や使用された被服、装備を時にはギャラリー的に、時にはジオラマのように展示している。
海外では歴史的なプレゼンテーションの一環としても使用されている。
多くの場合専門の研究者が資料に基づいた正確な展示を心がけているが必ずしもではない。
アマチュアとプロの線引きは曖昧ですだが、展示するにあたってその正確性を担保する為に多くの研究が必要となる。
リビングヒストリーは、教育の面が強くその展示には解説者を必要としている。
それが国際的な場合は通訳も必要となるであろう。
アメリカ合衆国では、一部の博物館でのリビングヒストリー展示において、その研究の専門であるリエナクターの協力を得て行っている。

### 戦闘デモンストレーション（ショー・リエナクトメント）

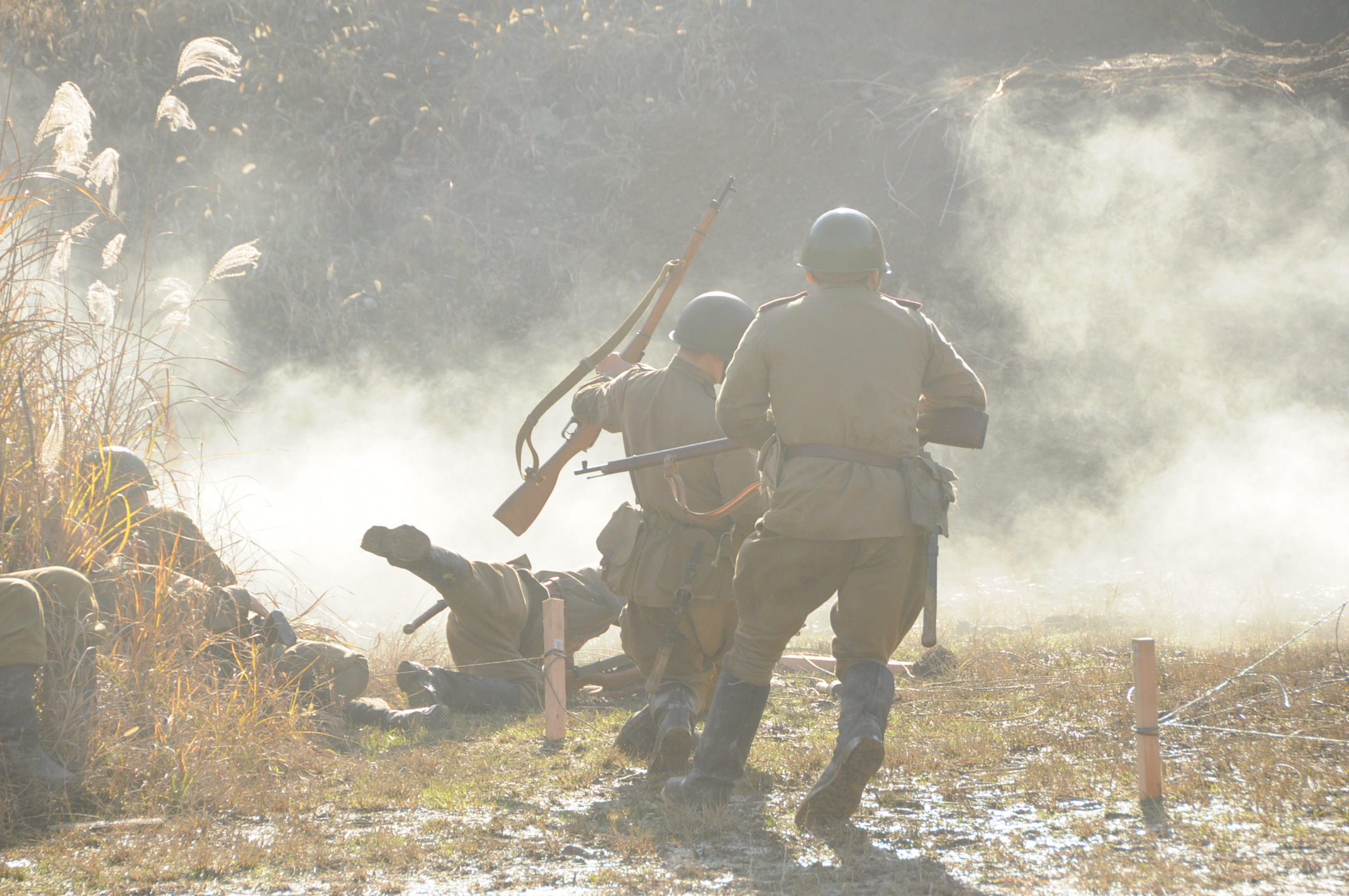
日本における独ソ戦リエナクトメントでの労農赤軍戦闘再現。

戦闘デモは特定の期間、特定の戦場において行われた戦闘を視覚的に判りやすく再現し、観客に示す為のものである。
現在、アメリカ合衆国やロシア連邦等で主流に行われているリエナクトメントで、その内容は極端に縮小した物（観客席から見えなければならない）で、行動等もやや大雑把である。
戦闘に参加した将兵達を称え、その歴史を残す為に行われる事が多く、博物館や現代の軍自体が後援となって行われている事が多い。
その為、多くの軍用車両が参加する事も多く、大変派手なイベントとなる。
残念ながら、日本国内では主流である第二次世界大戦やベトナム戦争の再現を国内で観客に見せる需要が少なく、また様々な問題があって実施されていない。

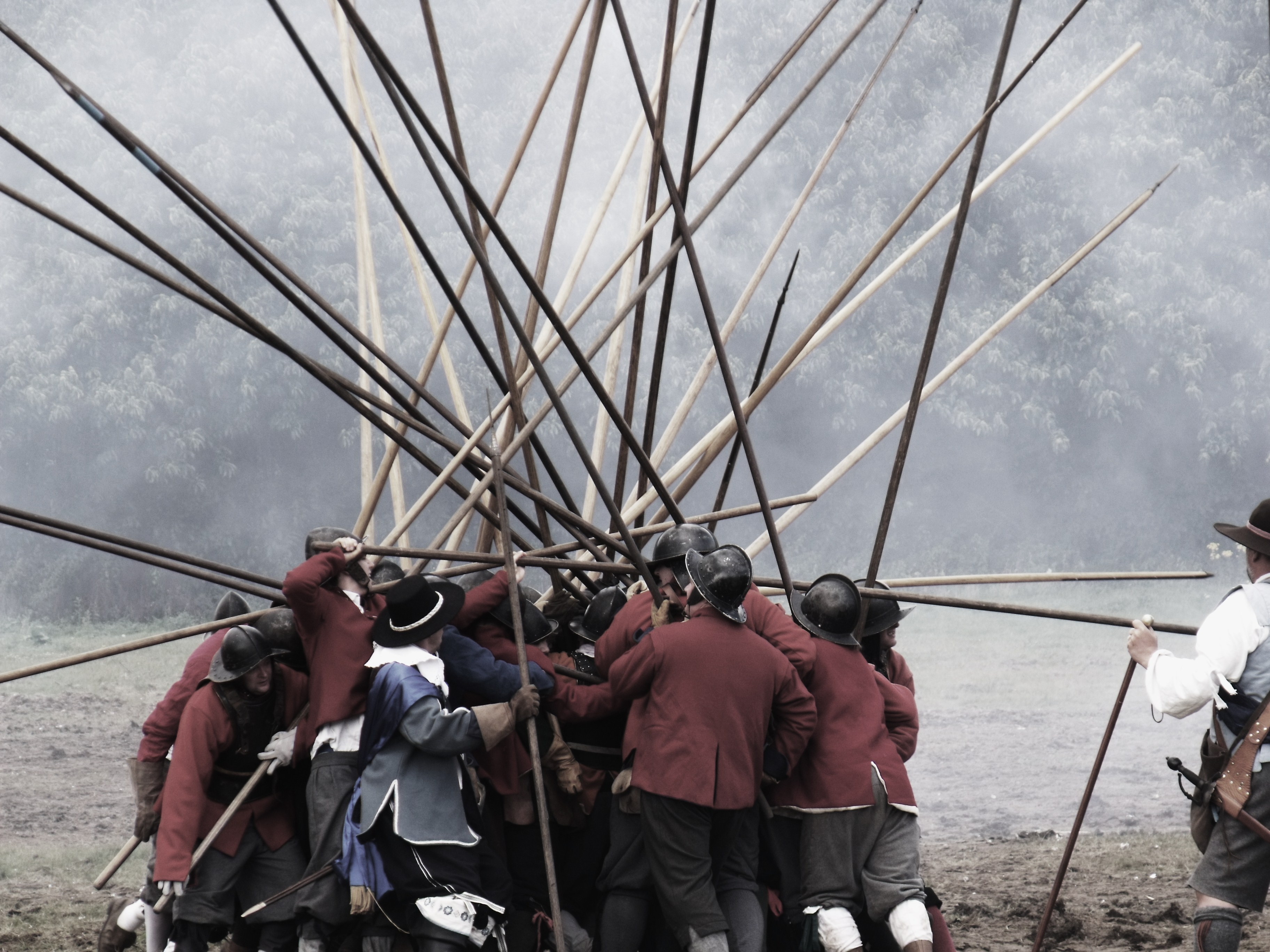
メードストンの戦いの再現、ケント（2011）

### 戦闘の再現（古代～近世）
古代から近世までの戦闘は計画的な集団戦闘が中心で、特に再現に人気のある有名な戦闘はその記録が研究者の手によって調査されており、多くの部隊の行動が把握されている。
これらの戦闘再現は、当時の記録と研究結果からの推察により行動通りに行われることとなる。
正確な意味での戦闘再現は、これが限界ともされる。

### 戦闘の再現（近代）
近代に入り、戦闘の様相は一変した。
それらは時には個人単位の行動となって複雑に絡み合い、記録を精査しても各個人単位の兵士達がどのように行動したかは確定する事が不可能となった。
そこで近代の戦闘リエナクトメントは時期、戦線、部隊等を特定し状況を設定した中で、当時の教育と戦術を基にした参加者（時には主催者側）によって判断され、実際の行動に反映される。
周囲の敵味方の部隊についても、想定状況として参加者に与えられた中で行動している。
参加者が状況に没入し、戦闘中の兵士の行動や生活を体験するのが目的となる。

## 学術的意見
歴史の再現リエナクトメント及びリエナクターに対する歴史家の見方はまちまちである。
一部の歴史家は、再現を一般の人々が過去についての物語を理解し、学術史では不可能な方法で関与する方法として引用している。
つまりは一般の人々にとって「退屈」に過ぎない記念碑や歴史書を視覚的に表現する事で興味を持たせる事ができるものと解釈している。
また一般的な学術研究では理解が難しい、実際の行動や生活についてより事実に近づける手段としている場合もある。
しかし、一部の歴史家は再現に存在する時代錯誤な誤りを批判し、正確性を欠く再現によって歴史と戦史が歪められて伝わる事を心配している。
また被服等の細部の正確性に目を奪われがちで、一般大衆が本来学ぶべき歴史テーマが曖昧となる可能性も指摘されている。
同時に、時代背景から当時の再現を考慮するにあたって、現代では排斥されている差別的感情が生まれる事を心配する声も存在している。
これらは、例えば南北戦争の黒人問題、また第二次世界大戦のドイツ親衛隊の再現等で顕著に現れがちである。
多くのリエナクターは紳士であり淑女であり。それらの本質的問題を現代に復活させる事はないであろう。
しかし、中には思想的な「再現」を行う者も存在し、しばしば問題になる。
多くの場合、彼らは他のリエナクターによって排除されるであろう。
一部の歴史家は過去を再現提示するにあたり「本物の」アプローチを求めている。そこでは不正確な描写によるイメージを与えないよう要求がなされている。
これは、決して服装見た目の事ではなく。現代の社会に対する表現の影響を真剣に考慮すべきと主張している。

## 批判

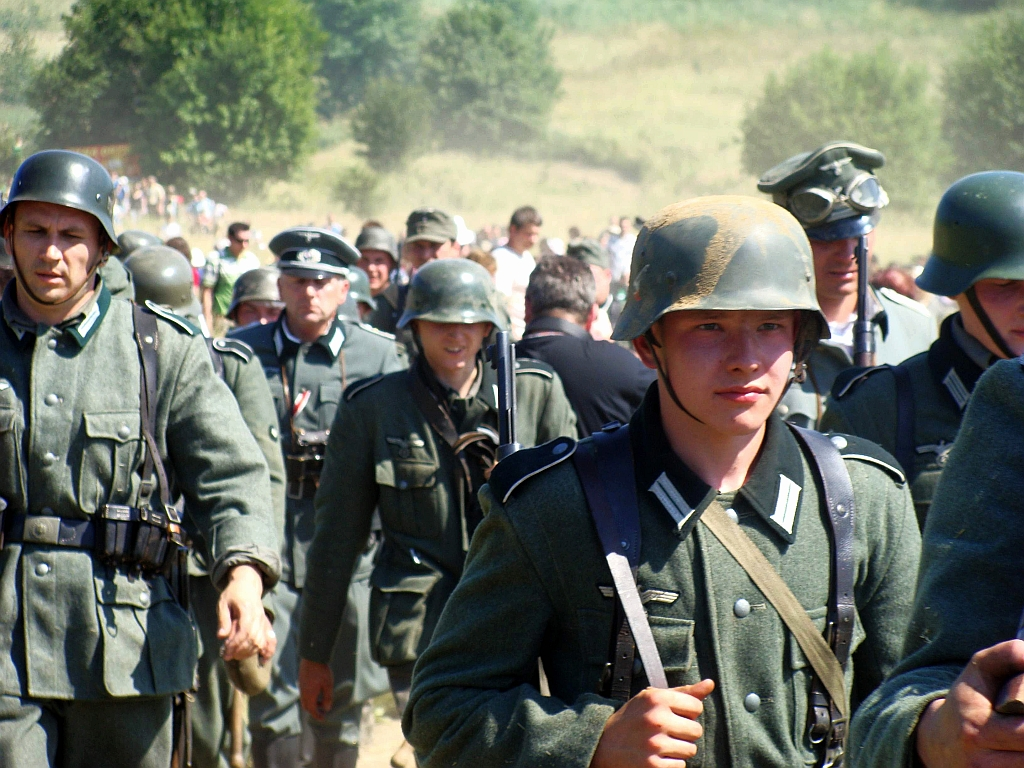
ドイツ陸軍のリエナクターによるロシア戦線の再現

リエナクトメントについては多くの批判が存在している。
多くの人がリエナクターの平均年齢は、ほとんどの戦闘での兵士の平均年齢よりも遥かに高いと指摘している。
また体型について、現代人の平均的に以前の歴史上の兵士達より肥満傾向にある。
しかし年齢や体型に基づいて区別する再現ユニットはほとんど無い。 
米国ではリエナクターは圧倒的に白人が多く、南北戦争の再現では、黒人の扱いについて常にデリケートな問題に直面している。
また人種による再現性については、見た目上の問題であるとする見方も存在している。
人種による再現の不整合（または適正！）を言う場合、それはFarbな人々によって行われる場合が多くある。
逆にプログレッシブでは人種を問題とせず、兵士の置かれた状況を、本格的に体験するのであれば人種を問わない場合が多いようである。
ある本ではエリート部隊に対する人気について記述されている。
つまり、コマンドー、空挺部隊、武装親衛隊などの「エリート」ユニットに引き寄せられるリエナクター者の傾向について説明している。言わば子供の憧れとして、これらは一般的に再現コミュニティでの過小評価をもたらしている。
ヨーロッパでも同様の問題が存在している。たとえば、英国では、ナポレオン戦争の再現者の大部分が第95ライフル連隊のメンバーとして演じており（おそらくリチャードシャープの架空の人物の人気のため）、中世のグループはプレート装甲の兵士の割合が多すぎるであろう。
一部の退役軍人は「人間の悲劇」を称賛するものとして軍事リエナクトメントを批判している。
ある第二次世界大戦の退役軍人の言葉を借りれば。「 『彼らが戦争がどのようなものかを知っていたならば、決してそれで遊ぶことはなかった』」となる。

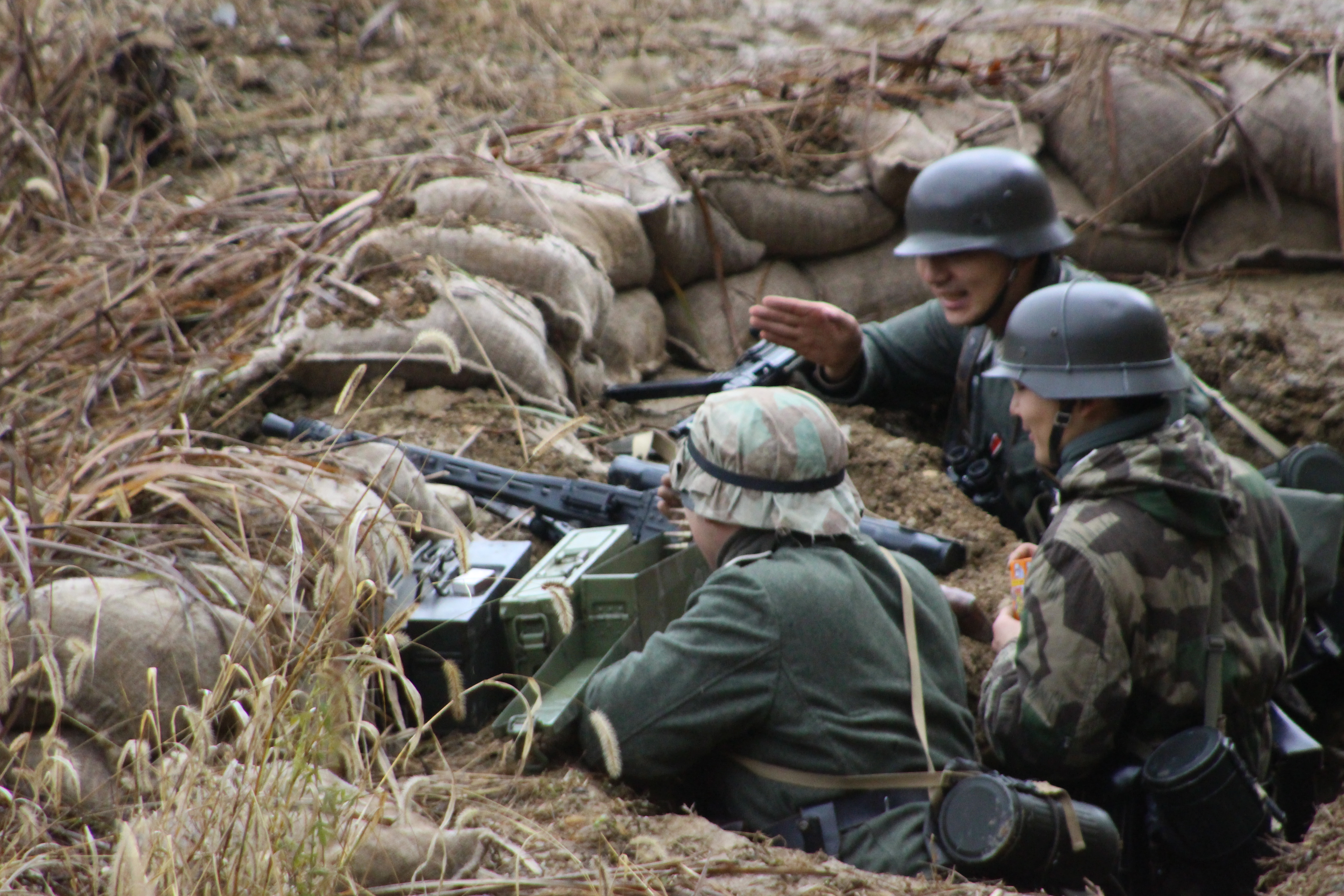
日本におけるWW2ドイツ陸軍機関銃陣地の再現

しかし、同時に退役軍人の中には自分自身や自分の戦友、そして部隊の記憶的遺産を引き継ぐ者として、リエナクトを捉える者もいる。
これは個人的な感情や経験の差と、対象となるリエナクターの再現に対する態度によるものであろう。
また過去の戦争において、女性は前線に立つ事が少なかった事に起因する問題がある 。
軍服を着た女性リエナクターの外観が完璧であっても、その戦闘への参加はほとんどの男性のリエナクターには受け入れられないと見なされる。
しかし、日本では大変少数ながら女性リエナクターも各地のイベントに参加してきた歴史がある
。一定の距離から男性の兵士として見えるならば、女性が戦闘員として参加することが許可されている。